# North and South (magazine)
Pour les articles homonymes, voir North and South.
North & South est un magazine mensuel néo-zélandais, publié depuis 1986. Il traite principalement de l'actualité et de la culture. Son nom se réfère aux deux îles principales constituant la Nouvelle-Zélande. Son slogan est « Thinking New Zealand ». C'est le mensuel néo-zélandais le plus lu avec 26 000 magazines vendus en moyenne par mois en 2011. Il appartient au groupe Bauer Media.